# Enfermedad localizada
Una enfermedad localizada es un proceso infeccioso o neoplásico que se origina y se limita a un sistema o área general del cuerpo, como un esguince de tobillo, un forúnculo en la mano, un absceso en el dedo. 
Un cáncer localizado que no se ha extendido más allá de los márgenes del órgano involucrado también se puede describir como enfermedad localizada, mientras que los cánceres que se extienden a otros tejidos se describen como invasivos. Los tumores que no son de origen hematológico pero que se extienden al torrente sanguíneo o al sistema linfático se conocen como metastásicos. 
Las enfermedades localizadas se contrastan con las enfermedades diseminadas y las enfermedades sistémicas. 
Algunas enfermedades pueden cambiar de enfermedades locales a enfermedades diseminadas. La neumonía, por ejemplo, generalmente se limita a uno o ambos pulmones, pero puede diseminarse a través de la sepsis, en la cual el microbio responsable de la neumonía "siembra" el torrente sanguíneo o el sistema linfático y se transporta a sitios distantes en el cuerpo. Cuando eso ocurre, el proceso ya no se describe como una enfermedad localizada, sino más bien como una enfermedad diseminada. 